# Happy Valley (Shanghai)
Koordinaten: 31° 5′ 54″ N, 121° 12′ 49″ O
Happy Valley (chinesisch 欢乐谷) ist ein chinesischer Freizeitpark in Shanghai, der am 16. August 2009 eröffnet wurde. Er wird von der OCT Group betrieben, die auch andere Freizeitparks in China betreiben.

## Liste der Achterbahnen
| Name                                 | Typ                                  | Hersteller           | Eröffnungsjahr |
| ------------------------------------ | ------------------------------------ | -------------------- | -------------- |
| Coastal Ant / 海岸蚁兵队             | Familienachterbahn                   | Golden Horse         | 2009           |
| Crazy Elves / 疯狂精灵               | Wilde Maus, Spinning Coaster         | Zamperla             | 2009           |
| Diving Coaster / 绝顶雄风            | Dive Coaster, Floorless Coaster      | Bolliger & Mabillard | 2009           |
| Family Inverted Coaster / 大洋历险   | Inverted Coaster, Familienachterbahn | Bolliger & Mabillard | 2014           |
| Mega-Lite / 蓝月飞车                 | Stahlachterbahn ohne Inversionen     | Intamin              | 2009           |
| Mine Train Coaster / 矿山历险        | Minenachterbahn                      | Intamin              | 2009           |
| Wooden Coaster - Fireball / 谷木游龙 | Holzachterbahn                       | Martin & Vleminckx   | 2009           |